# Happy Madison Productions
Happy Madison Productions ou simplesmente Happy Madison é uma produtora de filmes e séries de TV fundada por Adam Sandler em 1999. Vários atores como Nick Swardson, Jonah Hill, Justin Long, Steve Zahn, David Hasselhoff, Courtney Cox, John Turturro, Steve Buscemi, Kevin Nash, Dan Aykroyd, Blake Clark, Jon Heder, Rob Schneider, David Spade, Henry Winkler, Chris Rock, Dana Carvey, Kevin James, Terry Crews, Russell Brand, Nicole Kidman, Jennifer Aniston, Drew Barrymore e Anna Faris já estrelaram filmes ou séries de TV produzidas pela Happy Madison.
O nome da empresa é foi retirado dos filmes Billy Madison e Happy Gilmore, dois dos primeiros filmes estrelados por Adam Sandler, porém produzidos por Robert Simonds. Pode-se ver no logotipo da empresa o pai de Sandler, Stanley Sandler.
A subsidiária Madison 23 Productions é especializada em produzir filmes dramáticos. O primeiro filme produzido pela Madison 23 foi Reign Over Me, estrelado por Adam Sandler e Don Cheadle. Foi lançado um filme de terror chamado The Shortcut. Este filme foi o primeiro filme produzido pela subsidiária Scary Madison Productions.

## Produções

### Filmes
- Deuce Bigalow: Male Gigolo (1999)
- Little Nicky (2000)
- 102 Dalmatians (2000)
- The Adventures of Rocky and Bullwinkle (2000)
- The Animal (2001)
- Joe Dirt (2001)
- Mr. Deeds (2002)
- The Master of Disguise (2002)
- Eight Crazy Nights (2002)
- The Hot Chick (2002)
- Anger Management (2003)
- Dickie Roberts: Former Child Star (2003)
- 50 First Dates (2004)
- White Chicks (2004)
- 13 Going on 30 (2004)
- The Longest Yard (2005)
- Deuce Bigalow: European Gigolo (2005)
- Grandma's Boy (2006)
- The Benchwarmers (2006)
- Click (2006)
- Little Man (2006)
- I Now Pronounce You Chuck and Larry (2007)
- Enchanted (2007)
- Strange Wilderness (2008)
- The House Bunny (2008)
- You Don't Mess with the Zohan (2008)
- Bedtime Stories (2008)
- Paul Blart: Mall Cop (2009)
- Grown Ups (2010)
- Just Go with It (2011)
- Zookeeper (2011)
- Bucky Larson: Born to Be a Star (2011)
- Hop (2011)
- Jack and Jill (2012)
- That's My Boy (2012)
- Here Comes the Boom (2013)
- Grown Ups 2 (2013)
- Blended (2014)
- Paul Blart: Mall Cop 2 (2015)
- Joe Dirt 2: Beautiful Loser (2015)
- Pixels (2015)
- The Ridiculous 6 (2015)
- The Do-Over (2016)
- Sandy Wexler (2017)
- The Week Of (2018)
- Father of the Year (2018)
- Adam Sandler 100% Fresh (2018)
- Murder Mystery  (2019)
- The Wrong Missy  (2020)
- Hustle (2022)
- You Are So Not Invited To My Bat Mitzvah (2023)
- Happy Gilmore 2 (2025)

#### Mr. Madison 23 Productions
- Reign Over Me (2007)
- Funny People (2009)

#### Scary Madison Productions
- The Shortcut (2009)

### Séries de TV
- Rules of Engagement (2007–13)
- The Gong Show with Dave Attell (2008)
- Nick Swardson's Pretend Time (2010–11)
- Breaking In (2011–12)
- The Goldbergs (2013–presente)
- Imaginary Mary (2016)
- Schooled (2018)

### Outros
- Nick Swardson - Party (2007)
- Nick Swardson - Seriously, Who Farted? (2009)